# Ursapharm-Arena an der Kaiserlinde
De Ursapharm-Arena an der Kaiserlinde is een voetbalstadion in de Duitse gemeente Spiesen-Elversberg. 
In het stadion speelt de SV Elversberg de thuiswedstrijden. De club maakte in de afgelopen decennia flinke sprongen in de voetbalpiramide. Het beschikt totaal over 10.000 plaatsen waarvan er 3.860 zitplaatsen, 5.768 staanplaatsen en 342 VIP-boxen zijn.
Sinds juni 2013 wordt het stadion langzamerhand omgebouwd naar de maatstaven van het Duitse profvoetbal. Tot en met 2026 zullen drie tribunes geheel nieuw worden gebouwd, met als doel om 15.000 plaatsen te creëren.